# Batu Belah (Kampar)
Batu Belah is een bestuurslaag in het regentschap Kampar van de provincie Riau, Indonesië. Batu Belah telt 4556 inwoners (volkstelling 2010).